# Clidemia verruculosa
Clidemia verruculosa är en tvåhjärtbladig växtart som beskrevs av John Julius Wurdack. Clidemia verruculosa ingår i släktet Clidemia och familjen Melastomataceae. Inga underarter finns listade i Catalogue of Life.